# Арбитражные апелляционные суды

Территориальная подсудность арбитражных апелляционных судов

Арбитражные апелляционные суды — органы судебной власти Российской Федерации, входящие в систему федеральных арбитражных судов. Являются судами по проверке в апелляционной инстанции законности и обоснованности судебных актов, принятых в первой инстанции арбитражными судами субъектов Российской Федерации.
Деятельность арбитражных апелляционных судов регулируется Федеральным конституционным законом «Об арбитражных судах в Российской Федерации».

## Полномочия
К полномочиям арбитражных апелляционных судов относятся:
- проверка в апелляционной инстанции законности и обоснованности судебных актов, не вступивших в законную силу, по делам, рассмотренным арбитражными судами субъектов Российской Федерации в первой инстанции, повторно рассматривают дело;
- пересмотр по вновь открывшимся обстоятельствам принятых им и вступивших в законную силу судебных актов;
- обращение в Конституционный Суд Российской Федерации с запросом о проверке конституционности закона, примененного или подлежащего применению в деле, рассматриваемым ими в апелляционной инстанции;
- изучение и обобщение судебной практики;
- подготовка предложений по совершенствованию законов и иных нормативных правовых актов;
- анализ судебной статистики.

## Структура
В структуру арбитражного апелляционного суда входят:
- президиум;
- судебная коллегия по рассмотрению споров, возникающих из гражданских и иных правоотношений;
- судебная коллегия по рассмотрению споров, возникающих из административных правоотношений.

## История
В 2003 году принят Федеральный конституционный закон «О внесении изменений и дополнений в Федеральный конституционный закон „Об арбитражных судах в Российской Федерации“», которым предусматривалось создание в течение трёх лет двадцати апелляционных арбитражных судов.
Первыми из арбитражных апелляционных судов начали работу 1 июля 2004 года Девятый арбитражный апелляционный суд и Десятый арбитражный апелляционный суд.
Последним из двадцати одного арбитражного апелляционного суда приступил к работе Двадцать первый арбитражный апелляционный суд 26 декабря 2014 года.

## Суды
В России действует 21 арбитражный апелляционный суд:
| Наименование                                  | Место постоянного пребывания | Начало деятельности | Осуществляет проверку судебных актов, принятых арбитражными судами регионов | Официальный сайт | Код суда |
| --------------------------------------------- | ---------------------------- | ------------------- | --- | ---------------- | -------- |
| Первый арбитражный апелляционный суд          | Владимир                     | 16.03.2006          | Владимирская область Республика Марий Эл Республика Мордовия Нижегородская область Чувашская Республика - Чувашия                                                                                                | 1aas.ru          | 01АП     |
| Второй арбитражный апелляционный суд          | Киров                        | 22.12.2005          | Ивановская область Кировская область Республика Коми Костромская область Ярославская область | 2aas.arbitr.ru   | 02АП     |
| Третий арбитражный апелляционный суд          | Красноярск                   | 28.06.2007          | Красноярский край Республика Тува Республика Хакасия | 3aas.arbitr.ru   | 03АП     |
| Четвёртый арбитражный апелляционный суд       | Чита                         | 08.12.2006          | Республика Бурятия Иркутская область Республика Саха (Якутия) Забайкальский край Читинская область | 4aas.arbitr.ru   | 04АП     |
| Пятый арбитражный апелляционный суд           | Владивосток                  | 15.05.2008          | Камчатский край Приморский край Сахалинская область, Камчатская область | 5aas.arbitr.ru   | 05АП     |
| Шестой арбитражный апелляционный суд          | Хабаровск                    | 13.07.2007          | Амурская область Еврейская автономная область Магаданская область Хабаровский край Чукотский автономный округ | 6aas.arbitr.ru   | 06АП     |
| Седьмой арбитражный апелляционный суд         | Томск                        | 07.12.2007          | Республика Алтай Алтайский край Кемеровская область Новосибирская область Томская область | 7aas.arbitr.ru   | 07АП     |
| Восьмой арбитражный апелляционный суд         | Омск                         | 16.05.2007          | Омская область Тюменская область Ханты-Мансийский автономный округ — Югра Ямало-Ненецкий автономный округ | 8aas.arbitr.ru   | 08АП     |
| Девятый арбитражный апелляционный суд         | Москва                       | 01.07.2004          | Город Москва | 9aas.arbitr.ru   | 09АП     |
| Десятый арбитражный апелляционный суд         | Москва                       | 01.07.2004          | Московская область | 10aas.arbitr.ru  | 10АП     |
| Одиннадцатый арбитражный апелляционный суд    | Самара                       | 06.10.2006          | Пензенская область, Самарская область, Республика Татарстан, Ульяновская область | 11aas.arbitr.ru  | 11АП     |
| Двенадцатый арбитражный апелляционный суд     | Саратов                      | 12.10.2007          | Астраханская область Волгоградская область Саратовская область | 12aas.arbitr.ru  | 11АП     |
| Тринадцатый арбитражный апелляционный суд     | Санкт-Петербург              | 29.11.2004          | Санкт-Петербург, Республика Карелия, Калининградская область, Ленинградская область, Мурманская область | 13aas.arbitr.ru  | 13АП     |
| Четырнадцатый арбитражный апелляционный суд   | Вологда                      | 20.09.2006          | Архангельская область, Вологодская область, Новгородская область, Псковская область, Тверская область | 14aas.arbitr.ru  | 14АП     |
| Пятнадцатый арбитражный апелляционный суд     | Ростов-на-Дону               | 01.11.2007          | Республика Адыгея, Краснодарский край, Ростовская область | 15aas.arbitr.ru  | 15АП     |
| Шестнадцатый арбитражный апелляционный суд    | Ессентуки                    | 23.03.2007          | Республика Дагестан, Республика Ингушетия, Кабардино-Балкарская Республика, Республика Калмыкия, Карачаево-Черкесская Республика, Республика Северная Осетия - Алания, Ставропольский край, Чеченская Республика | 16aas.arbitr.ru  | 16АП     |
| Семнадцатый арбитражный апелляционный суд     | Пермь                        | 21.07.2006          | Пермский край Свердловская область Удмуртская Республика | 17aas.arbitr.ru  | 17АП     |
| Восемнадцатый арбитражный апелляционный суд   | Челябинск                    | 01.11.2006          | Республика Башкортостан Курганская область Оренбургская область Челябинская область | 18aas.arbitr.ru  | 18АП     |
| Девятнадцатый арбитражный апелляционный суд   | Воронеж                      | 10.03.2006          | Белгородская область, Воронежская область, Курская область, Липецкая область, Орловская область, Тамбовская область                                                                                              | 19aas.arbitr.ru  | 19АП     |
| Двадцатый арбитражный апелляционный суд       | Тула                         | 02.10.2006          | Брянская область, Калужская область, Рязанская область, Смоленская область, Тульская область | 20aas.arbitr.ru  | 20АП     |
| Двадцать первый арбитражный апелляционный суд | Севастополь                  | 26.12.2014          | Республика Крым, город Севастополь | 21aas.arbitr.ru  | 21АП     |

## Комментарии
1. ↑  До 1 января 2010 года.
2. ↑  До 1 января 2009 года.
3. ↑  Первоначально Постановлением Пленума Высшего Арбитражного Суда Российской Федерации № 28 от 17.11.2004 г. местом нахождения был определен Новосибирск.
4. ↑  Первоначально местом постоянного пребывания суда был определён город Пятигорск; временно, до передачи в установленном порядке надлежащего помещения для размещения суда в Пятигорске, был определён город Ессентуки[13].